# Міхаель Лайтаровський
Міхаель Лайтаровський (15 серпня 1999) — ізраїльський плавець.
Учасник Олімпійських Ігор 2020 року, де в попередніх запливах на дистанції 100 метрів на спині посів 36-те місце і не потрапив до півфіналів.